# 銅屋頂宮

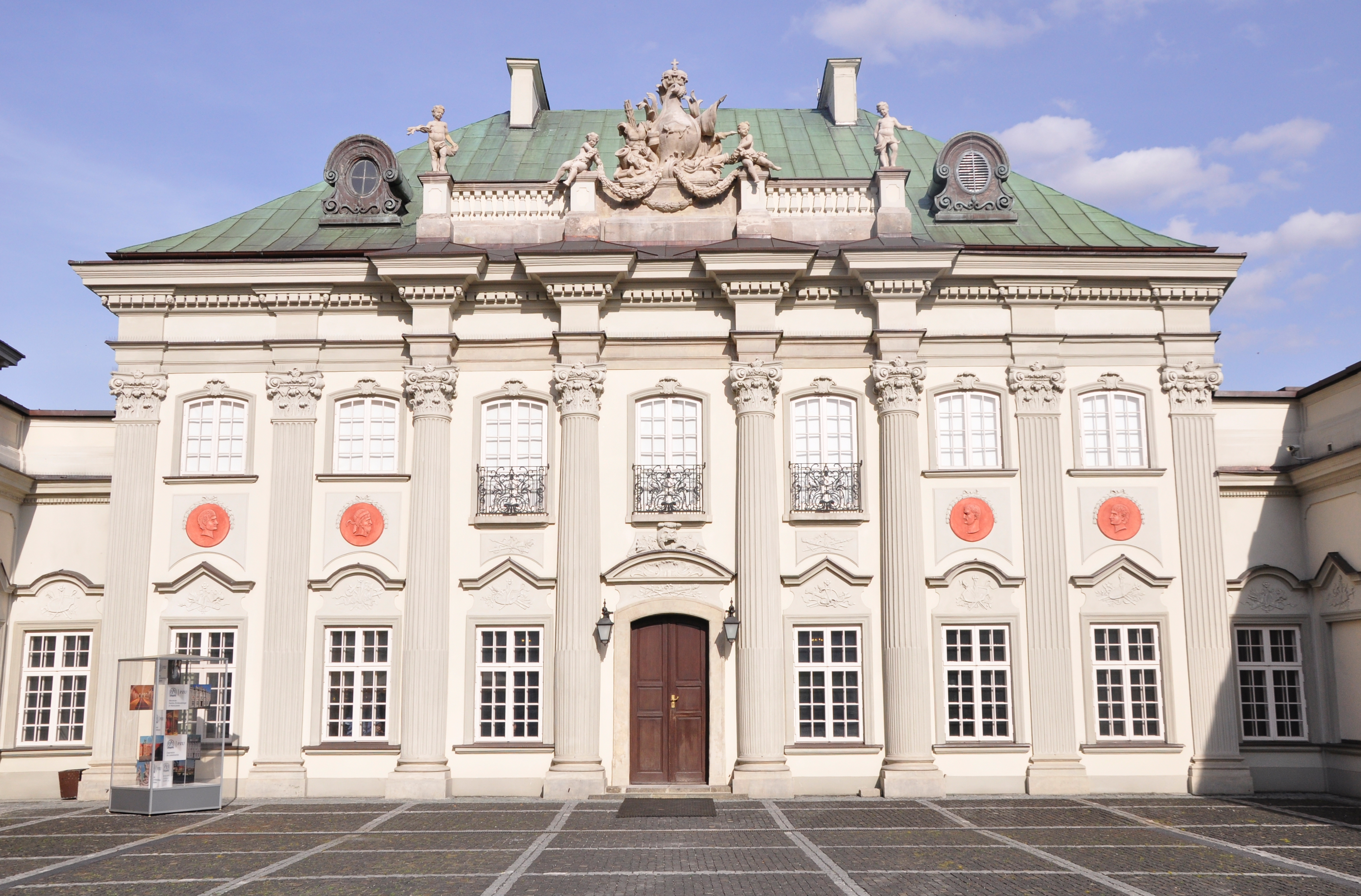
銅屋頂宮

銅屋頂宮（波蘭語：pałac Pod Blachą）是一座位於波蘭華沙的宮殿建築，修建於18世紀。這座建築也其的銅質屋頂而著稱，在18世紀十分罕見。1989年開始，這座建築是皇宮博物館的分館。

## 外部連結
- （波兰語） Pałac pod Blachą （页面存档备份，存于）
- http://www.zamek-krolewski.pl/?page=1212 （页面存档备份，存于）

52°14′51″N 21°0′57″E / 52.24750°N 21.01583°E